# Bielany Wrocławskie
Bielany Wrocławskie is een dorp in de Poolse woiwodschap Neder-Silezië. De plaats maakt deel uit van de gemeente Kobierzyce en telt 3216 inwoners.